# Idioma protoindoario
El protoindoario (a veces protoíndico) es la protolengua reconstruida de las lenguas indoarias. Se pretende reconstruir la lengua de los protoindoarios, que habían emigrado al subcontinente indio. Al ser descendiente del protoindoiranio (que a su vez desciende del protoindoeuropeo), tiene las características de una lengua satem.

## Historia
Se supone que el protoindoario es el predecesor del antiguo indoario (1500-300 a. C.), que está directamente atestiguado como sánscrito védico y clásico, así como por el superestrato indoario en Mitanni. De hecho, el sánscrito védico está muy cerca del protoindoario.
Algunos de los prácritos muestran algunas características menores derivadas del protoindoario que ya habían desaparecido en el sánscrito védico.
Hoy en día, existen numerosas lenguas indoarias modernas.

## Diferencias con el védico
A pesar de la gran arcaicidad del védico, las otras lenguas indoarias conservan un pequeño número de características conservadoras perdidas en el védico.
Uno de ellos es la representación de los protoindoeuropeos *l y *r. El védico (como también la mayoría de las lenguas iraníes) fusiona ambos como /r/. Más tarde, sin embargo, aparecen de nuevo algunos ejemplos de /l/ indoeuropeo en el sánscrito clásico, lo que indica que el contraste sobrevivió en un dialecto indoario primitivo paralelo al védico. (Se postula además que un dialecto con solo /l/ subyace en Prácrito magadhi) Sin embargo, no está claro que el contraste realmente sobreviviera en algún lugar del indoiraní, ni siquiera en protoindoiraní, como /l/. también se encuentra en lugar de la *r original en lenguas indoiraníes.
El grupo de consonantes comunes kṣ /kʂ/ del védico y del sánscrito posterior tiene una gama particularmente amplia de fuentes protoindoeuropeas (PIE) y protoindoiraníes (PII), que en parte siguen siendo distintas en lenguas indoarias posteriores:
- PIE *ks, *kʷs, *gs, *gʷs > PII *kš > Indo-ario medio kh-, -kkh-
- PIE *dʰgʷʰ, *gʰs, *gʷʰs > PII *gʱžʱ > Indo-ario medio gh-, -ggh-
- PIE *tḱ; *ǵs, *ḱs > PII *tć, *ćš > Indo-ario medio ch-, -cch-
- PIE *dʰǵʰ, *ǵʰs > PII *ȷ́ʱžʱ > Indo-ario medio jh-, -jh-